# Lemon car
Lemon car (z ang. samochód cytryna) – kategoria samochodu obejmująca pojazd z ukrytymi wadami w postaci np. usterek mechanicznych, posiadający znacznie wyższy niż podawany przez sprzedającego przebieg, mający powypadkową przeszłość czy też obarczony wadami prawnymi. Koncepcję samochodu-cytryny opracował ekonomista George A. Akerlof, który w artykule z 1970 r. zatytułowanym “Rynek cytryn” (z ang. “The Market for lemons”) opisał konsekwencje tzw. asymetrii informacji dla rynku aut używanych.
Określenie to było początkowo stosowane do opisu nowych samochodów o niskiej jakości i pojawiło się po raz pierwszy w kampanii reklamowej Volkswagena w latach 60. XX w. W artykule Akerlofa termin ten został rozszerzony na samochody używane.